# آدم بو صخرة
آدم صالح بو صخرة (ولد 1972 م، 1392هـ) هو خطيب وقاري في مسجد بلال بن رباح بمدينة البيضاء وهو من القارئين المشهورين المسلمين العرب والليبيين في الداخل والخارج.
ولد آدم صالح بو صخرة بمدينة البيضاء ليبيا ودرس في مدرسة الفاروق القرآنية وحصل على الشهادة الابتدائية مع حفظ القرآن الكريم عام 1982، التحق بعدها بمعهد «أحمد العربي للقراءات» حتى تم إلغاؤه عام 1986 ليلتحق بعدها بمعهد المعلمين ويتخرج منه في 1988، ويعين مدرسا في منطقة الجغبوب، ليحفظ القرآن هناك على رواية ورش عن الأمام نافع عام 1991 ومنذ ذلك الوقت وهو يؤم المصلين في صلاة القيام في شهر رمضان بمسجد بلال بن رباح وسبق أنا أقام صلاة القيام بمسجد «مسجد الأمانة» التابع للمؤسسة بمدينة برمنجهام البريطانية.
وفاز الشيخ آدم بو صخرة عام 1989 بالترتيب الثالث على مستوى ليبيا في حفظ القرآن الكريم كاملا، ورشح عام 1991 من أمانة التعبئة الجماهيرية «الهيأة العامة للأوقاف حاليا» للمشاركة في المسابقة القرآنية على مستوى العالم الإسلامي في المملكة العربية السعودية، ولكنه لم يذهب بعد أن استوفى كل إجراءاته لأسباب غير معروفة.
في ليلة السباع والعشيرين من شهر رمضان للعام 2010, افتتح موقع آدم بو صخرة على الأنترنت حيث يتضمن تسجيلات صوتية لتلاواته من صلاة التراويح في مسجد الأمانة للعامين 2009 و2010.